# Quercus austrocochinchinensis
Quercus austrocochinchinensis és una espècie de roure que pertany a la família de les fagàcies i està dins del subgènere Cyclobalanopsis, del gènere Quercus.

## Descripció
Quercus austrocochinchinensis és un arbre perennifoli que creix fins als 
15-20 m d'alçada. El tronc pot assolir fins a 1 m de diàmetre. L'escorça és de color gris pàl·lid, una mica blanquinós. Les branques són groguenques amb pèls estrellats però glabrescents, amb lenticel·les allargades. Les fulles fan 10-20 x 3-5 cm, coriàcies, rígides, oblongoel·líptiques a lanceolades. L'àpex és poc punxegut o acuminat, base cuneada, glabre a banda i banda de la fulla, de color verd brillant per sobre, amb 2-6 parells de dents curtes al llarg de la meitat apical; amb 12-17 parells de venes laterals lleugerament elevades per sobre; venes terciàries evidents per sota. El pecíol fa 1-2 cm, amb pèls estrellats, convertint glabres. Les flors tenen 4-5 estils. Les glans fan 1,3-1,8 cm de diàmetre x 1-1,4 cm de llarg, aplanades, amb la base truncada, de color groc marró tomentós; tancades completament o gairebé, excepte l'àpex en fina (2 mm), tomentoses a l'exterior i a l'interior de la tassa, la tassa té entre 8 a 10 anells concèntrics denticulats; té una cicatriu a tota la base de la gla i té estils persistents. Les glans maduren al cap d'1 any.

## Distribució i hàbitat
Quercus austrocochinchinensis creix a la província xinesa de Yunnan, i a Tailàndia i al Vietnam, als boscos dispersos perennifolis de fulla ampla en valls de muntanya i en riberes de rius, entre els 700 i 1000 m, de la Xina (a la província de Yunnan) i a Tailàndia i al Vietnam.

## Taxonomia
Quercus austrocochinchinensis va ser descrita per Hickel i A.Camus i publicat a Annales des sciences naturelles. Botanique. dixième série. 3(5–6): 386, f. 2, 1–3. 1921.
Etimologia
Quercus: nom genèric del llatí que designava igualment al roure i a l'alzina.
austrocochinchinensis: epítet geogràfic que al·ludeix a la seva localització al sud de Cotxinxina.